# 卡納爾湖 (喬治亞州)
卡納爾湖（英語：Canal Lake）是位於美國喬治亞州尤寧縣的一個非建制地區。該地的面積和人口皆未知。

## 地理
卡納爾湖的座標為34°53′48″N 84°00′04″W / 34.89667°N 84.00111°W，而該地的平均海拔高度為550米（即1804英尺）。